# Cornelis Norbertus Gysbrechts
Cornelis Norbertus Gysbrechts o Gijsbrechts (Amberes, 1630-1675) fue un pintor flamenco de naturaleza muerta y trampantojos activo en la segunda mitad del siglo XVII. 

## Biografía
En 1659 ingresó como miembro de la guilda de San Lucas de Amberes. Entre 1670 y 1672 fue pintor de la corte en Copenhague. Su especialidad fueron los bodegones en falsa perspectiva, donde solía representar objetos como cartas, dibujos, grabados, libros, utensilios de escritorio, instrumentos musicales o útiles de pintura, dispuestos en un nicho o una ventana de tal manera que parezcan surgir del fondo. Con esa disposición realizó también algunas vanitas, un tipo de bodegón que hace referencia a la fugacidad de la vida y la inevitabilidad de la muerte.
Cabe destacar su Vanitas (1664, Ferens Art Gallery, Kingston upon Hull), un interesante ejercicio de trampantojo en el que dispuso una vanitas tradicional en un lienzo situado en la pared, con la esquina superior derecha doblada y con una paleta y pinceles en la parte inferior, cuyos pigmentos gotean al estar colocada la paleta en posición vertical; en la esquina superior derecha hay un medallón con un autorretrato suyo.
Otro interesante ejercicio de trampantojo es su obra Cara posterior de una pintura (1670, Galería Nacional de Dinamarca, Copenhague), en el que retrató la parte trasera de un lienzo con su marco de madera, a la que añadió un papel con el número 36, como si estuviese catalogado para una subasta.
Su hijo Franciscus Gysbrechts fue también pintor.

## Galería

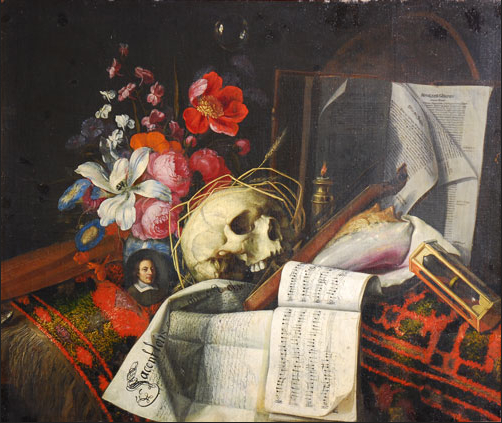
Vanitas con flores, calavera, documentos y retrato en miniatura del artista (c. 1662), Martin von Wagner Museum, Wurzburgo
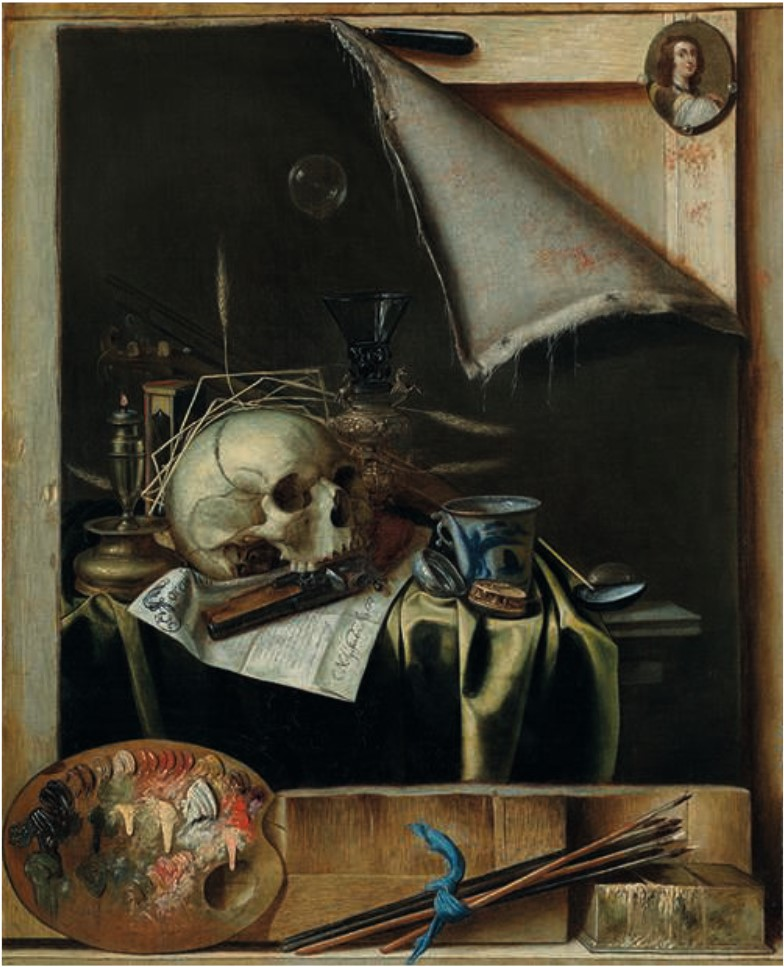
Vanitas (1664), Ferens Art Gallery, Kingston upon Hull
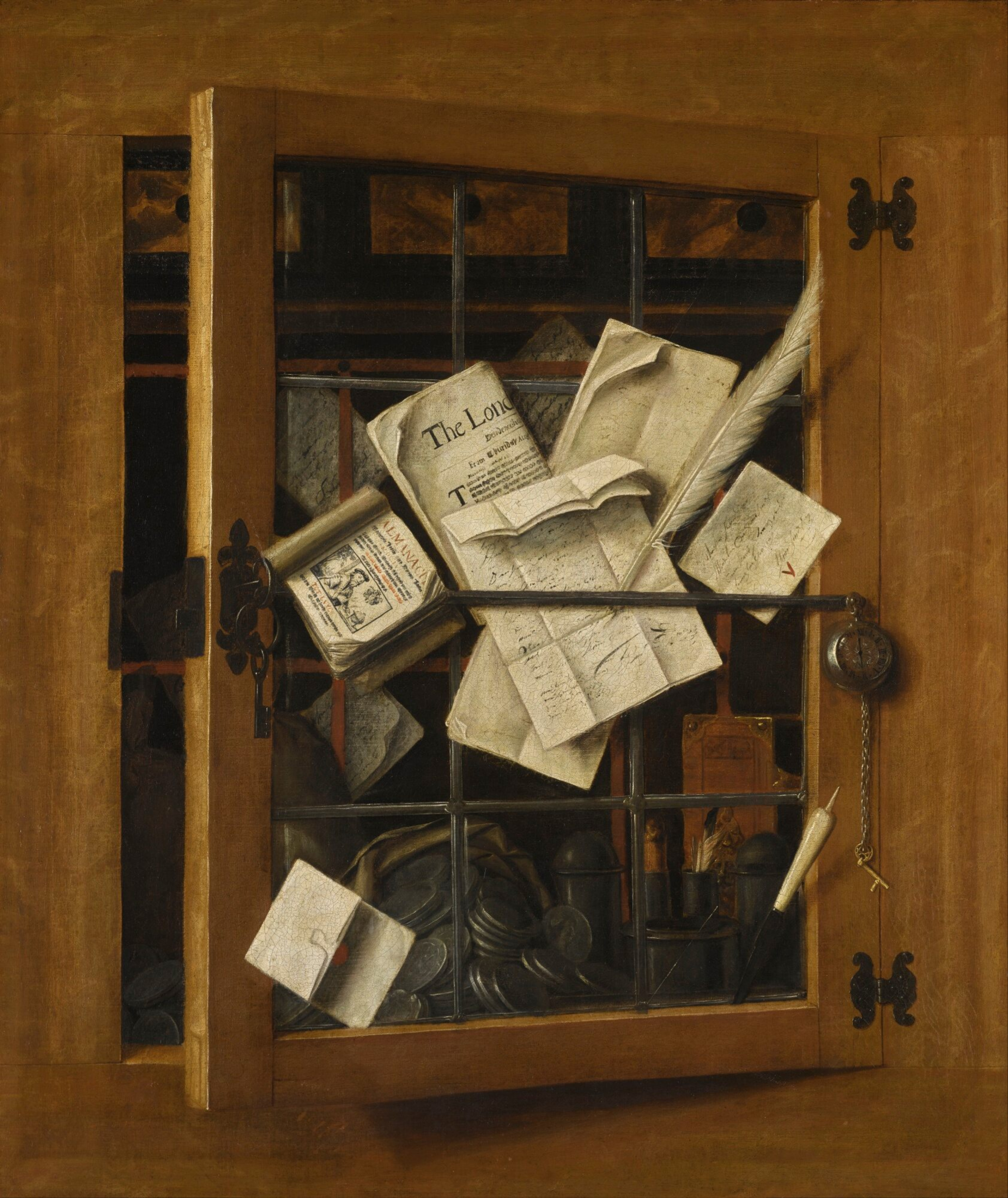
Trompe-l'œil de un gabinete abierto (1666-1678), colección privada
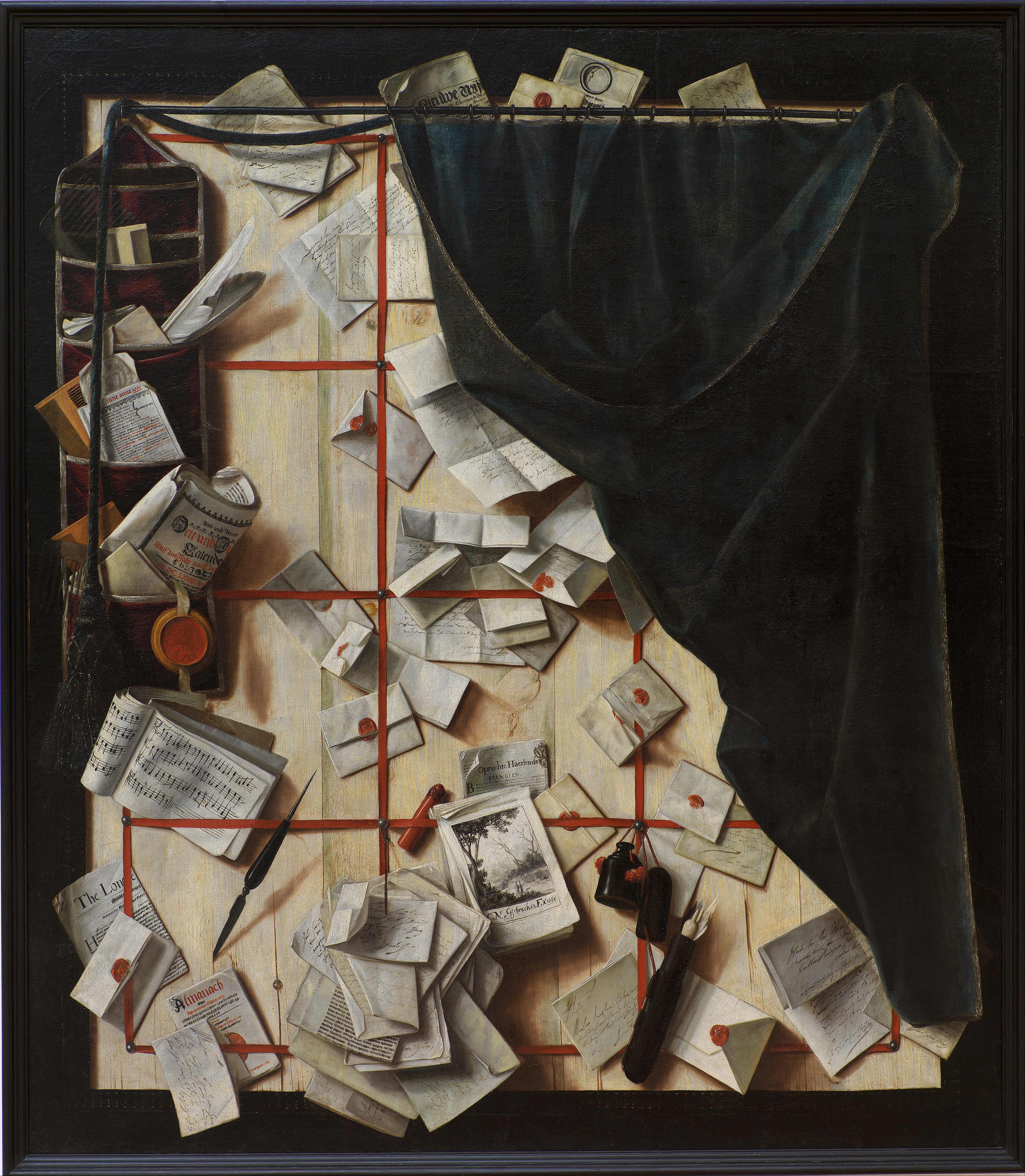
Trompe-l'œil. Tabique con estante de cartas y libro de música (1668), Galería Nacional de Dinamarca, Copenhague
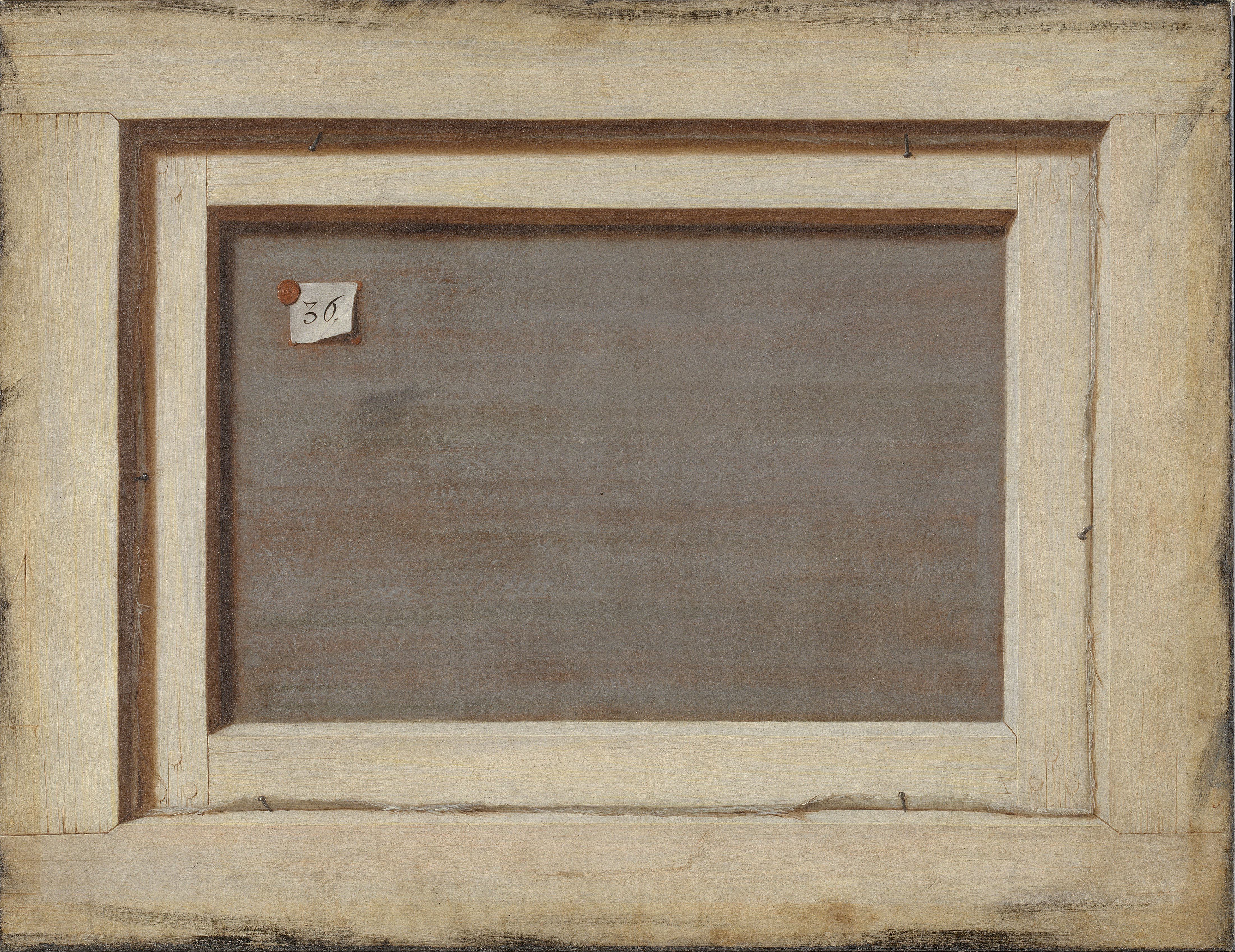
Cara posterior de una pintura (1670), Galería Nacional de Dinamarca, Copenhague
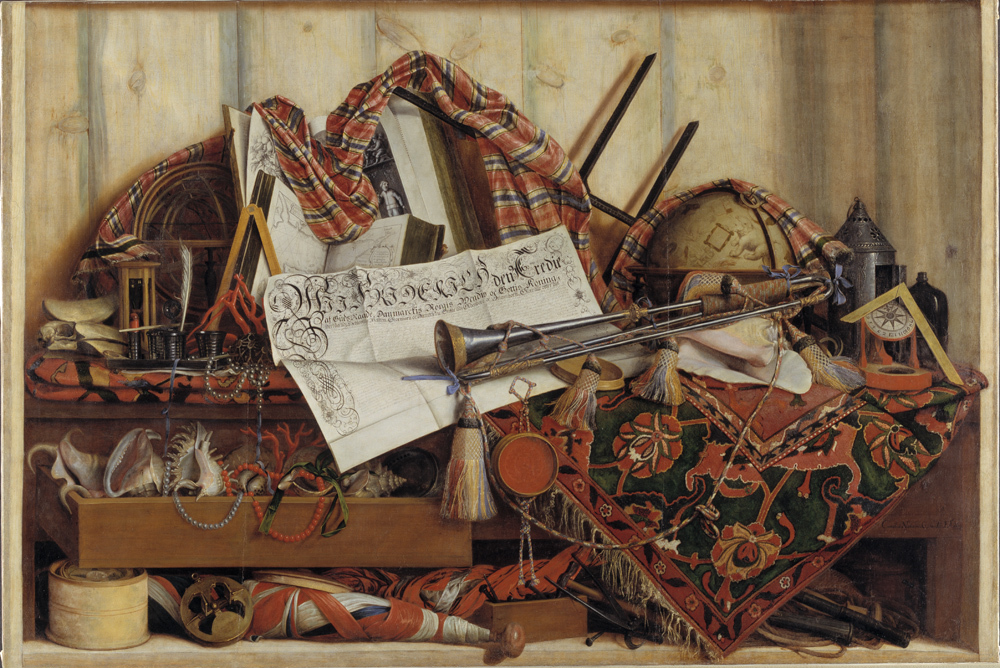
Trompe-l'œil con trompeta, globo celeste y la proclamación de Federico III (1670), Galería Nacional de Dinamarca, Copenhague
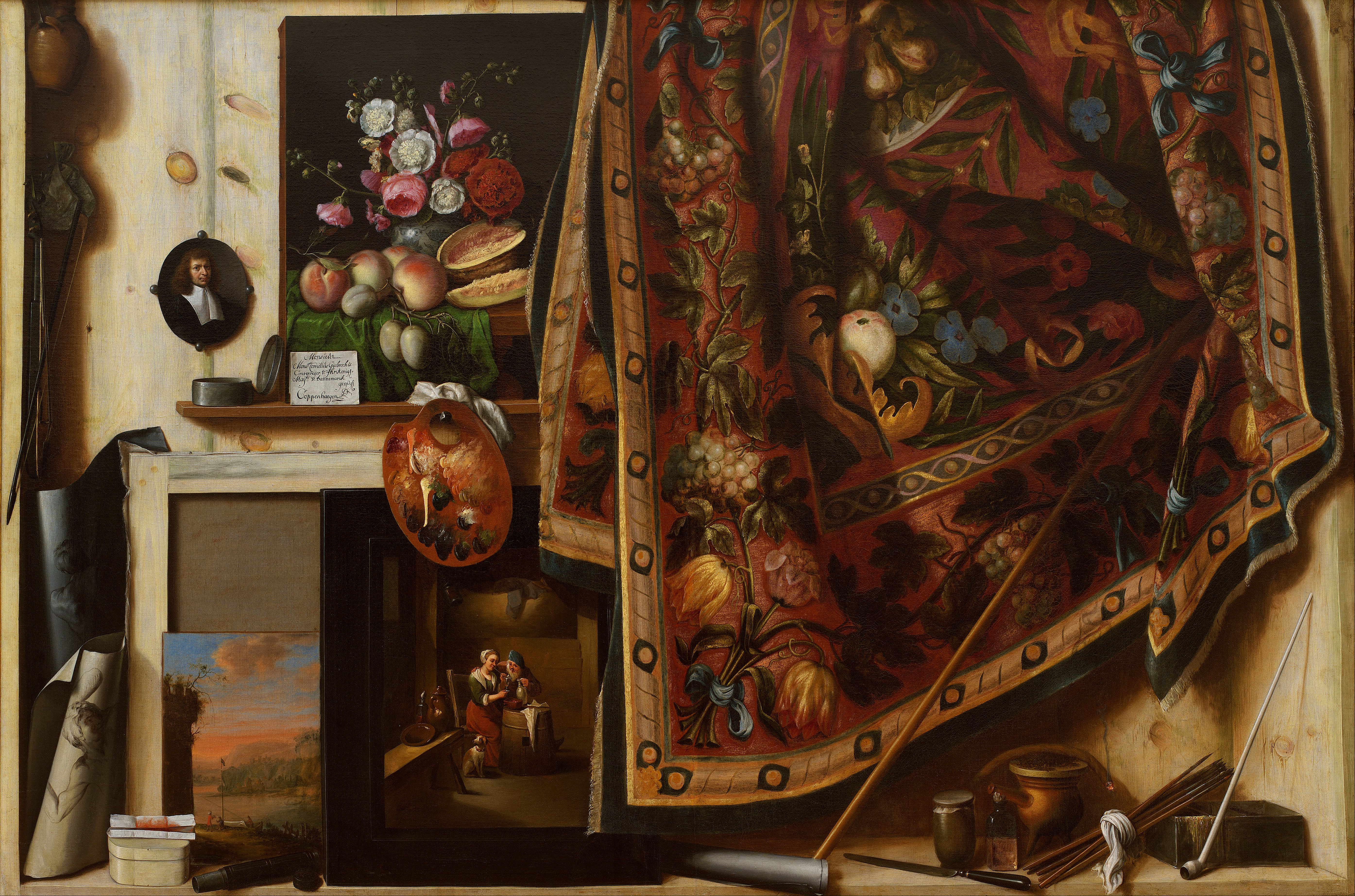
Trompe-l'œil. Un gabinete en el estudio del artista (1670-1671), Galería Nacional de Dinamarca, Copenhague
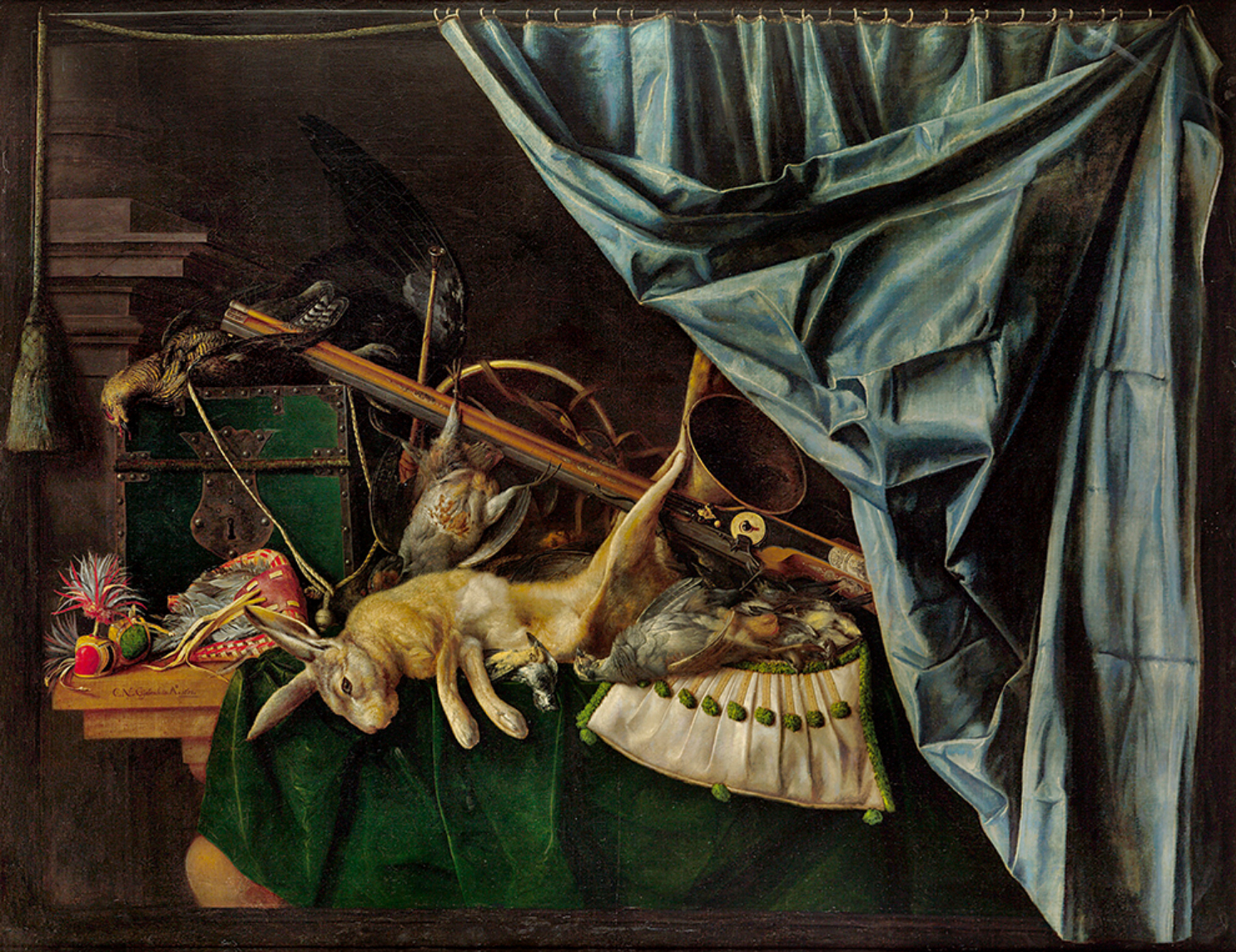
Después de la caza del halcón (1671), Museo de Ixelles
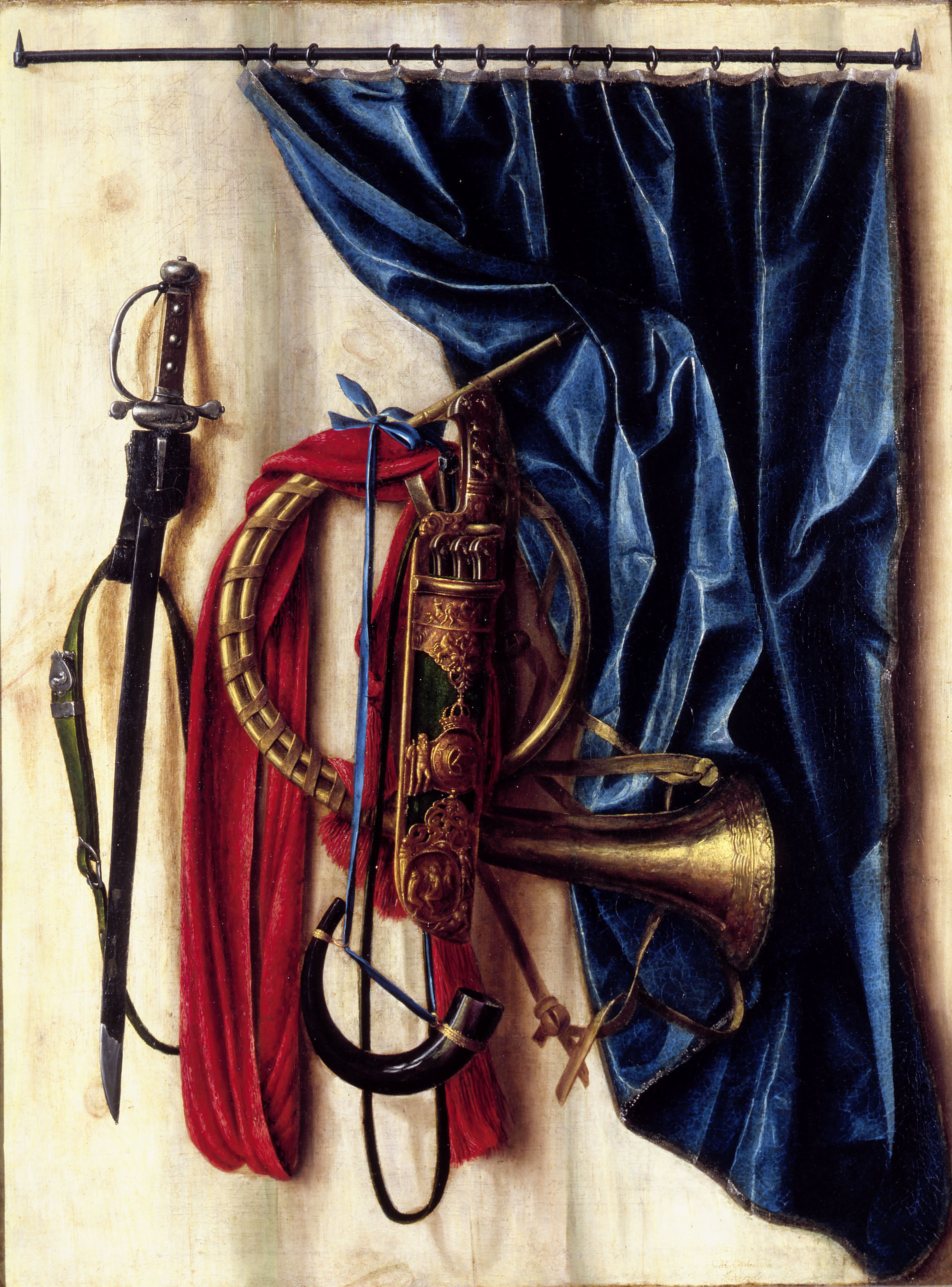
Trompe-l'œil con cortina e implementos de caza (1672), Castillo de Rosenborg, Copenhague